# 1430 Somalia
1430 Somalia (1937 NK) là một tiểu hành tinh vành đai chính được phát hiện ngày 5 tháng 7 năm 1937 bởi C. Jackson ở Johannesburg.